# Hilionozega
Hilionozega is een bestuurslaag in het regentschap Nias van de provincie Noord-Sumatra, Indonesië. Hilionozega telt 346 inwoners (volkstelling 2010).